# Acropteris inchoata
Acropteris inchoata är en fjärilsart som beskrevs av Walker. Acropteris inchoata ingår i släktet Acropteris och familjen Uraniidae. Inga underarter finns listade i Catalogue of Life.